# Baltasar Bundi
Baltasar Bundi (* 2. Februar 1786 in Ilanz; † 4. Mai 1869 in Chur) von Sagogn war ein Schweizer Offizier.

## Leben

### Herkunft
Bundi stammt aus einer reformierten Familie und kam als erstgeborener Sohn von Hercules Bundi und Margret geb. Caflisch aus Ilanz zur Welt. Bundi heiratete Maria geb. Hosang aus Chur, mit der er eine Tochter hatte.

### Militärische Karriere

#### Dienst für Frankreich
Bundi  diente in der französischen Grande Armée und kam zuerst während der Napoleonischen Kriege auf der Iberischen Halbinsel nach Spanien. Im Russlandfeldzug 1812 wurde er nach der blutigen Schlacht bei Polozk durch Napoleon zum Capitaine befördert und gleichzeitig in die Ehrenlegion erhoben. 
Nach der Restauration diente er in den Schweizer Regimenter zunächst als Hauptmann später als Bataillonskommandant. In dieser Zeit wurde er in den Adelstand erhoben und durfte sich à Bundi nennen. Sein Dienst für die Bourbonen endete mit der Julirevolution von 1830. Danach kehrte er in seine Heimat zurück, wo er als Bauer arbeitete.

#### Dienst für die Schweiz
Nach dieser Auszeit wurde er zum Oberst der Schweizer Armee ernannt und 1834 in Thun stationiert, wo auch Napoleon III. die militärische Grundausbildung absolvierte. Im Sonderbundskrieg 1847 befehligte Bundi die erste Brigade der Rilliet-Constant Division und wurde nach der Kapitulation Kommandant des nun besetzten Freiburgs. 1856 hat er sich als Veteran für den Preussenhandel im Alter von 70 Jahren noch zur Verfügung gestellt. 1869 wurde er mit allen militärischen Ehren und breiter Teilnahme der Bevölkerung in Chur beigesetzt.